# Max Mangold
Max Mangold (Rhelingen, 1722 - Darmstadt, 1797) fou un jesuïta germà de Johann Wilhelm, fill de Johann Eric i oncle de Daniel August i Georg tots els anomenats foren músics.
Havia ensenyat filosofia i teologia a Inglostadt, a la mort del seu germà prengué la direcció del col·legi d'Augsburg.
Va escriure una obra per a defensar a la Companyia de Jesús dels atacs que li havia dirigit el carmelita descalç fra Alexandre de San Joan de la Creu, en la seva continuació de la Historia eclesiàstica de l'abat Fleury. El títol de l'obra és; Reflexiones in R. P. Alexandri a S. Joanne de Cruce Carmelitas excalceati continuationem Historias ecclesiasticae Claudii Fleurii Abbatis (3 vol., Augsburg, 1783-86).